# بهیه الحمد
بهیه الحمد (انگلیسی: Bahiya Al-Hamad؛ زادهٔ ۲۱ ژوئن ۱۹۹۲) تیرانداز اهل قطر است. وی در بازی‌های المپیک تابستانی ۲۰۱۲ شرکت کرده‌است.